# Cao Yu (príncep)
Cao Yu va ser un rei de Yan, fill de Cao Cao. Quan Cao Rui estigué malalt al llit, fou designat Gran General i rebé l'ordre d'assessorar al recent ascendit Cao Fang. Ho va refusar rotundament a causa de la gran responsabilitat que això suposaria. Històricament va ser fill de Cao Cao, però en la novel·la del Romanç dels Tres Regnes és fill de Cao Pi. La seva muller va ser la filla de Zhang Lu i el seu fill Cao Huan va ser l'últim emperador de Cao Wei.